# Release Music Orchestra
Das Release Music Orchestra, kurz RMO, war eine meist vier- bis fünfköpfige Gruppe aus Norddeutschland, die Jazzrock, Artrock und progressiven Rock spielte und von 1974 bis etwa 1980 bestand. RMO veröffentlichte insgesamt fünf LPs, alle auf dem bekannten Hamburger Brain-Label.

## Geschichte

### Gründung
Gegründet wurde das Release Music Orchestra 1974 in Hamburg in der Nachfolge von Tomorrow’s Gift. Diese Band, von der es zwei LPs gibt, hatte sich für die Release-Bewegung eingesetzt. Release, Verein zur Bekämpfung der Rauschgiftgefahr, kümmerte sich um Rauschgiftsüchtige, unterstützte sie gegen ihre Kriminalisierung und half ihnen bei der Wiedereingliederung. Der Verein hatte einen Bauernhof in Otterndorf bei Cuxhaven angemietet, auf dem die Therapiearbeit, unter anderem auch Musiktherapie, stattfand. Dort entstand das Release Music Orchestra, welches am Anfang auch Tanz, Schauspiel und Lichttechnik beinhaltete. Gründungsmitglieder waren Manfred Rürup an den Keyboards, Bernd Kiefer am Bass und Wolfgang „Zabba“ Lindner am Schlagzeug. In Otterndorf arbeiteten sie an ihrem Hörspiel Brain pollution für den NDR und WDR unter der Leitung von Herman Prigann.

### LPLife
Verstärkt durch Norbert Jacobsen gab es am 5. April 1974 den ersten öffentlichen Auftritt des Release Music Orchestra, und zwar im Audimax der Hamburger Universität vor etwa 2000 Zuhörern. Er wurde von Conny Plank mitgeschnitten und, zusammen mit einer Aufnahme vom Juni 1974 aus Amsterdam, als erste RMO-LP Life veröffentlicht. Die Besetzung: Norbert Jacobsen an der Klarinette, Bernd Kiefer am Bass, Zabba Lindner am Schlagzeug und Xylophon sowie Manfred Rürup am Keyboard. Es wurden Vergleiche mit Soft Machine (deren Keyboardspiel Manfred Rürup sehr schätzt), Egg und der Canterbury-Szene gezogen. Nach dem ersten Auftritt ging es auf Tournee in die Niederlande. Etwas später schied Bernd Kiefer aus und wurde von Holger Dunkel am Bass ersetzt. Außerdem stieß Margit „Maya“ Haberland von der Release-Bewegung dazu.

### LPGaruda
In dieser Besetzung nahmen sie im Februar 1975 auf dem Hof in Otterndorf ihre zweite LP Garuda auf, mit Kraan-Saxophonist Johannes „Alto“ Pappert, Randy-Pie-Saxophonist Jochen Petersen und anderen Gästen. Garuda hörte sich weniger nach Artrock an als der Erstling und ging schon mehr in Richtung Jazzrock. Zwischen den einzelnen Stücken gab es sogenannte Zwischenspiele mit Solos der einzelnen Musiker.

### LPGet the Ball
Für die Aufnahmen zur dritten RMO-LP ging es, nun mit Frank Fischer am Bass und mit drei Gästen, in das Studio von Dieter Dierks im rheinischen Stommeln. Sie erschien im Frühling 1976 als Get the Ball, wieder auf Brain. Vom WDR wurden sie zur Sendung Phonzeit eingeladen. Und es gab nun Auftritte nicht nur in Deutschland, sondern auch in der Schweiz, den Niederlanden, Frankreich und Italien, darunter ein gutes Dutzend Festivals, etwa 1976 und 1977 bei Umsonst und draußen in Vlotho. Anfang Juli 1976 spielten sie auf dem Jazzfestival im schweizerischen Montreux. Trotzdem nahmen die Besetzungswechsel kein Ende. Günther Reger kam neu hinzu. Er spielte Sopran-, Alt- und Tenor-Saxophon. Zabba Lindner trennte sich wegen unterschiedlicher Vorstellungen über den musikalischen Kurs von der Gruppe. Für ihn setzte sich Wolfgang Thierfeldt ans Schlagzeug. Margit Haberland musste sich aus gesundheitlichen Gründen zurückziehen. Am 25. Februar 1977 trat das RMO beim ersten Brain-Festival in der Essener Grugahalle auf.

### LPBeyond the Limit
Im September 1977 machte das RMO sich im Dierks-Studio an die Aufnahmen zur vierten LP. Sie erschien Anfang 1978 als Beyond the Limit. Als Gäste wirkten die beiden Perkussionisten Tommy Goldschmidt von Karthago und Hans Behrendt mit, der später bei Volker Kriegel und Ideal spielte. Ende Februar 1978 nahm das RMO am zweiten Brain-Festival in Essen teil und war auch auf der dieses dokumentierenden Doppel-LP zu hören. Inzwischen war Tommy Goldschmidt zum festen Gruppenmitglied geworden. Im September 1978 ging es auf Polen-Tournee. Es gab dort neun Auftritte gemeinsam mit P-Mobil aus Ungarn und Skaldowie aus Polen. Der erste Gig war am 21. September 1978 in Oppeln vor etwa 4000 Zuhörern, der zweite am 22. September 1978 in Kattowitz vor etwa 3500 Menschen. Zum Schluss gab es noch zwei zusätzliche Konzerte in Warschau, und zwar mit der polnischen Jazzrock-Gruppe Crash.

### LPNews
Im Februar 1979 ging es, immer noch in gleicher Besetzung, an die Aufnahmen zur fünften und letzten RMO-Album, nun aber nicht mehr bei Dieter Dierks in Stommeln, sondern bei Peter Baumann im Paragon-Studio in Berlin. Sie erschien noch im gleichen Jahr als News. Das Cover wurde von Günther Reger gestaltet, der auch Maler ist. Weitere Alben von RMO sollte es nicht mehr geben, wohl auch deshalb, weil die Gruppe bei Brain immer in zweiter Reihe gestanden hatte und der erhoffte Durchbruch ausgeblieben war. Allerdings erschienen 1980 in der Reihe Rock on Brain noch zwei Zusammenstellungen, nämlich Sundance und eine namenlose Doppel-LP, außerdem 2004 die CD Bremen 1978 mit einem Konzertmitschnitt von Radio Bremen. Damit war das Kapitel Release Music Orchestra beendet. Von den fünf RMO-LPs auf Brain ist bisher noch keine einzige legal als CD erschienen.

## Diskographie
LPs
- 1974: Life (Brain)
- 1975: Garuda (Brain)
- 1976: Get the Ball (Brain)
- 1978: Beyond the Limit (Brain)
- 1979: News (Brain)
- 2004: Bremen 1978 (nur als CD)
- 2022: Vlotho 1977 (nur als CD)